# Drew Posada
Drew Posada (1969-2007) foi um ilustrador estadunidense, notório por seus pioneiros trabalhos realizados utilizando recursos digitais.

Mas infelizmente morreu de pancreatite em 8 de janeiro de 2007

## Livros
- The Art of Drew Posada. (SQP, 2002).  ISBN 0-86562-058-X